# Municipio de Liberty (condado de Cape Girardeau, Misuri)
Liberty Township es una subdivisión territorial del condado de Cape Girardeau, Misuri, Estados Unidos. Según el censo de 2020, tiene una población de 393 habitantes.
Tiene un código de clase Z1, que indica que no está en funcionamiento (non-functioning county subdivision).

## Geografía
La subdivisión está ubicada en las coordenadas 37°15′35″N 89°49′52″O / 37.25972, -89.83111. Según la Oficina del Censo, tiene una superficie total de 66.33 km², de los cuales 65.74 km² corresponden a tierra firme y 0.59 km² están cubiertos de agua.

## Demografía
Según el censo de 2020, hay 393 personas residiendo en la zona. La densidad de población es de 6.0 hab./km². El 94.40 % de los habitantes son blancos, el 0.25 % es amerindio, el 0.25 % es asiático y el 5.09 % son de una mezcla de razas. Del total de la población, el 1.27 % son hispanos o latinos de cualquier raza.